# Myrosławl (przystanek kolejowy)
Myrosławl (ukr. Мирославль) – przystanek kolejowy pomiędzy miejscowościami Myrosławl i Radułyn, w rejonie zwiahelskim, w obwodzie żytomierskim, na Ukrainie. Położony jest na linii Kalinkowicze – Szepetówka.